# Rhagodes melanus
Espèce
Synonymes
- Galeodes melanus Olivier, 1807

Rhagodes melanus est une espèce de solifuges de la famille des Rhagodidae.

## Distribution
Cette espèce se rencontre en Algérie, en Tunisie, en Égypte et en Israël.

## Description
Rhagodes melanus mesure de 20 à 25 mm.

## Publication originale
- Olivier, 1807 : Voyage dans l’Empire Othoman, l’Égypte et la Perse, fait par ordre du gouvernement, pendant les six premières années de la République. Henri Agasse, Paris.